# Ritratto di Federico II Gonzaga
Il Ritratto di Federico II Gonzaga è un dipinto a olio su tela (125 × 99 cm) di Tiziano, databile al 1529 circa e conservato nel Museo del Prado a Madrid. È firmato "Ticianvs f."

## Storia
L'opera è citata dal 1666 negli inventari del Palazzo dell'Alcazár a Madrid, proveniente dalla collezione del marchese de Leganés. A sua volta era stata acquistata all'asta dopo la decapitazione di Carlo I d'Inghilterra che, come è noto, possedeva dal 1627 tutti i pezzi migliori delle collezioni Gonzaga.
Già scambiato col perduto ritratto di Alfonso I d'Este, venne identificato esattamente da Gronau. Per gli studiosi la datazione oscilla tra il 1523 e il 1531, con una preferenza oggi per il 1529.
In quell'anno il duca infatti desiderava sposarsi e il ritratto potrebbe essere nato con quello scopo. Numerose repliche di bottega e copie di altri artisti sono infatti note.

## Descrizione e stile
Il duca di Mantova Federico II Gonzaga si fece ritrarre a mezza figura, in piedi su uno sfondo scuro neutro, con una mano sulla spada e l'altra che accarezza una cagnolino maltese, come a sottolineare la sua doppia natura: amichevole con chi gli è fedele, pronto allo scontro con i nemici. Il cane veniva solitamente usato nei ritratti femminili ed è in questo caso simbolo di fedeltà.
La barba è lunga, come la moda cinquecentesca, lo sguardo attento e intelligente. Indossa una sontuosa casacca con bordi decorati da inserti ricamanti, stretta in vita e ampia sui fianchi. Al collo ha una collana di perle nere, con un crocifisso che testimonia la sua fede, una notazione che sottolineava la sua redenzione rispetto al passato burrascoso.